# 凯尔·巴斯
凯尔·巴斯（英語：Kyle Bass，1969年9月7日—）是一位美国对冲基金经理。他是海曼资本管理公司（Hayman Capital Management l.p.）的创始人及负责人，该公司总部位于达拉斯，专注于與全球事件相关的投资。
2008年，巴斯成功预测了美國次貸危機，并通过购买信用違約交換在经济大衰退时获取利益。但他因为对日本債務危機和歐洲主權債務的错误预测而受到批评。他作出预测并进行了巨额投资；他还做空了人民币，并预测中国银行业即将崩溃；但是这导致他的基金在2017年遭受严重亏损。巴斯不認同華爾街資助中國共產黨。

## 早期生活
巴斯于1969年9月7日出生在佛罗里达州迈阿密，当时他的父亲管理着一家枫丹白露酒店。后来，他的父亲把家搬到了德克萨斯州的达拉斯，在那裡他管理达拉斯会议和旅游局。巴斯获得学术和一级跳水两项奖学金而就读德克萨斯基督教大学。在他其它的成就当中，巴斯是1989年至1991年德克萨斯基督教大学大学社交兄弟会Kappa Sigma的优秀成员，但在毕业前与兄弟会分道扬镳。1992年，巴斯以优异的成绩毕业，获得了金融专业的工商管理学士学位，主修专业为房地产。

## 职业生涯
在2005年创立海曼资本管理公司之前，巴斯曾于1992-1994年在保诚证券公司短暂地工作过一段时间，他于1994年加入贝尔斯登公司 。在贝尔斯登公司，他迅速升迁，28岁就成为高级常务董事，他是该公司历史上最年轻的拥有这一头衔的人之一。
2001年，他加入美盛，签订了一份为期五年的合约，去组建该公司在德克萨斯州的第一家机构股权办公室。巴斯对他的招聘经理说："五年后的某一天，我将创办我自己的公司"。在美盛时，巴斯为对冲基金和其他机构客户提供特殊情况下的投资策略咨询。
2005年12月，美盛出售他所工作的部分业务，巴斯离开美盛，成立海曼资本管理公司，担任他计划创立的针对"全球特殊情况 "的对冲基金公司的投资经理。巴斯创办海曼资本管理公司时，管理的资产为3300万美元，其中500万美元是他自己的，其余部分则是他从外部投资者那里筹集的。2006年2月创办对冲基金后不久，巴斯就确信美国存在住宅房地产泡沫，成为少数几个成功预测次贷危机并从中受益的投资者之一，这使他在金融服务行业中名声大噪。
2007年，巴斯作为专家证人在美国众议院关于资本市场和政府资助企业的金融服务小组委员会上作证。他在作证时谈到：一）信用评级机构在结构性融资市场中的作用，二）为尽量减少评级机构与发行人之间固有的利益冲突而可以采取的政策措施 。
2010年，巴斯在金融危机调查委员会作证。在作证时，他谈到了他对造成危机的因素的分析。
在成功预测次级抵押贷款危机，以及在预测希腊和日本的债务问题上取得了一定的成绩之后，巴斯做出一连串的糟糕赌注，导致他的基金规模急剧缩小。2014年4月，通用汽车公司未能解决一项与13起死亡事件有关的缺陷，巴斯是通用汽车公司极少数的辩护人之一。海曼当时拥有800万通用汽车公司的股票，使其成为海曼最大的单一持股者 。在为通用汽车辩护时，巴斯在CNBC上说，在因缺陷而死亡的13名乘客中，有12人 "不是没有系安全带，就是受到酒精的影响"。巴斯在2014年末的一次采访中承认，由于基金持有大量通用汽车股票，海曼 "经历了艰辛的一年"。
经过2014年的亏损的之后，投资者撤出了海曼近四分之一的资本，公司被迫清算了所持的大部分股票。巴斯称2015年是他的基金最糟糕的一年，海曼管理的可自由支配资产，从2014年底的23亿美元降低到2019年初的4.236亿美元。

## 基金业绩
海曼资本旗舰基金的长期表现被《纽约邮报》描述为 “乏善可陈”。从2008年到2015年中期，旗舰基金的年均业绩为1.56%，表现非常平淡。巴斯对次贷崩盘押注，旗舰基金在2007年取得了巨大的成功，获得了212%的收益，巴斯由此而名声大噪。该基金在2012年也对希腊债务押注，由此取得了16%的收益。 2014年该基金亏损了1.4%，2017年由于海曼错误做空人民币崩盘，该基金遭遇了最糟糕的一年，亏损了19%（与标普500指数暴涨19%形成鲜明对比）。

## 投资状况

### 次级按揭贷款
当巴斯在西班牙参加婚礼时候，与一位来自纽约的投资银行家会面，他们讨论了次贷夹层CDO业务的存在方式和原因，之后巴斯首次开始制定了他的次贷战略。回到美国后，巴斯聘请了几位私人调查员来确定获得抵押贷款的难易程度。巴斯花了大量时间研究住宅抵押贷款市场，并着手调查确定哪些由低质量抵押贷款组成的住宅抵押贷款支持证券（RMBS）最有可能违约。这一投资论点通过购买他认为最不稳定的证券化产品的信用违约互换来表达，这实质上是一种利用合成工具做空债券的方式。2006年为其旗舰基金购入仓位后，Bass又为一个专项基金筹集了资金，以专注利用市场上存在的机会。巴斯对超过40亿美元的次级RMBS持仓提供咨询服务。
2007年12月，在止赎浪潮席卷全美之后，Bass被彭博电视报道，称他在这些次贷证券的赌注上赚了一大笔钱。

### 欧日债务 "末日"
次贷危机发生后，巴斯认为这是更严重的债务问题的症状，并对欧洲和日本的债务 "末日 "做出预测。2009年，他警告未来3年世界上的主要国家如美国、英国和加拿大等可能会出现违约。截至2010年，他的投资组合中有10-15%参与了对欧洲和日本主权债务的押注，他甚至预测2012年将是欧洲的 "末日年"，并谈到欧元区解体在即，他宣称，这将导致日本和美国的违约。他在2012年6月表示，"欧洲违约在先，然后是日本，最后是美国"。
巴斯自2012年以来也曾预测日本将出现 "全面危机"，将其债务融资方式描述为类似于麦道夫投资骗局的庞氏骗局。尽管许多专家都不同意他的分析。人人公司, 一家总部位于中国北京朝阳区的中国公司，在2011年11月至2014年1月期间向开曼群岛豁免有限合伙企业--海曼日本宏观机遇离岸合伙企业投资8000万美元。人人公司报告称，截至2014年年底和2015年年底，“人人”分别获得了8400万美元和6910万美元的资本分配，并在2015年8月24日处置了这笔投资。
中国公司对海曼日本宏观机遇离岸合伙人的投资，要求人人公司在向美国证券交易委员会提交的20-F表格中，包括日本宏观机遇母基金合伙人经审计的财务数据。中国公司将海曼日本宏观机遇离岸合伙人L.P.的财务数据包括在20-F表格内，因为人人公司 "可以施加重大影响，但不能控制......" 。
2010年8月罗奇（Cullen Roche）对巴斯所作的日本债务分析进行了批评，指出巴斯将日本与欧盟进行比较是一个错误，因为他们的货币体系迥然不同。罗奇表示，"人们仍然没能理解，一个拥有货币主权的国家，在浮动汇率制度下的货币供给者，其资金来源从来没有问题。"2012年5月，《商业内幕》同意了这一观点，并对巴斯的分析提出了质疑，因为债务与GDP的比率并不能反映一个国家的利率或信用风险。《商业内幕》指出，在一个借贷本国货币的国家，公共支出为借贷提供资金 。然而，巴斯在他的2016年《给投资者的一封信》中报告称，日本宏观机遇基金表现良好，称 "在2012-2015年日元贬值约40%后，我们第一只专注于亚洲的基金--日本宏观机遇基金，成功地将资本返还给了投资者。"
巴斯在公开场合对金融风暴带来的未来灾难一直以来是直言不讳。2011年9月14日，巴斯在CNBC上坚持认为，希腊摆脱债务困境的唯一出路是重组。巴斯指出，尽管这会给希腊带来纷争，但这是那个国家唯一能采取的措施。他补充说，一年之内，整个欧洲也将陷入违约状态。据报道，在2014年1月1日的一次演讲中，他向听众保证，他相信未来几年将充满动荡，包括爆发大规模战争。他在演讲中称，随着债务的不断加深，且无力偿还，最终社会动荡将导致暴力事件的爆发。巴斯在演讲结束时说："战争即将来临--就像历史上的战争一样" 。

### 中国银行业崩溃
基于对中国银行业崩溃的预测，巴斯从2015年7月开始致力于做空人民币。当预期的人民币贬值并未发生时，巴斯在2019年初平掉了做空人民币的仓位。
巴斯在2015年辩称，中国银行系统的资本是不足的，在危机中银行的外汇储备将是不足的。巴斯预测，在一场银行危机和人民币严重贬值之后，中国经济将出现硬着陆。这里贬值的大致介于15％-20％和 30％-40％之间。
由于人民币升值，海曼公司在2017年经历了最糟糕的一年，亏损19％。

### 美国股票
尽管他专注于宏观经济，但他的基金在Eco-Stim Energy Solutions和NMI Holdings两家公司有大量股权。

## 药品专利挑战运动
巴斯试图通过申请和宣传对制药公司的专利挑战来获利，同时也对赌制药公司的股票。2014年，“人人公司”, 一家总部位于中国北京朝阳区的中国公司，通过海曼信用离岸基金公司向巴斯的医药战略投资了3000万美元。海曼信用离岸基金公司注册为开曼群岛豁免有限合伙企业，并声称海曼离岸管理公司为其普通合伙人。“人人公司”在2014年至2016年4月的SEC文件中报告海曼信用离岸基金公司，作为本公司 "长期投资 "组合的主要组成部分。
通过对海曼信用离岸基金公司的投资，这家中国公司似乎参与了巴斯对众多美国药品专利的挑战，据报道说其挑战的目的是为了压低美国药企股票的价格。
在截至2016年12月31日财政年度，向美国证券交易委员会提交的表格20-F中，“人人公司”报告称："2014年12月，本公司向开曼群岛豁免有限合伙企业“海曼”投资3万美元，并担任有限合伙人。截至2015年年底和2016年年底，公司确认其应承担的损失分别为322美元和157美元。2016年2月至4月，本公司撤回对海曼的全部投资，共收到收益29,521美元。" 在2年的努力受到挫败后，在2017年巴斯结束了他的专利挑战项目。
2015年，巴斯组织了 "平价药物联盟"（CFAD），利用美国专利和商标局质疑美国专利有效性的程序（IPR）来挑战专利的有效性。当他在2015年1月发起这一行动时，他声称自己的动机是为了鼓励药品生产的竞争，从而降低医药产品的价格 。
巴斯与被称为 "世界上最臭名昭著的专利巨魔"的埃里希-斯潘根伯格（Erich Spangenberg）合作，一共对35项专利发起了挑战，其中"平价药物联盟"发起了33项，巴斯个人以非盈利方式发起了2项。
2015年6月，Celgene获得了美国专利商标局的许可，提出动议，要求对涉嫌滥用专利审查程序的"平价药物联盟"进行制裁。《华尔街日报》指出，这一事态的进展情况 "正受到密切关注，因为它可能导致专利官员会终止 "巴斯的专利挑战计划。Celgene还通过顾问告诉专利局，"平价药物联盟"威胁说要挑战他们的专利，除非Celgene满足"平价药物联盟"的要求 。
2016年10月，巴斯在该案中获胜，美国专利商标局宣布Celgene公司与其癌症药物Revlimid、Pomalyst和Thalomid相关的两项专利无效。然而，一年后Celgene公司能够说服专利审判和上诉委员会重新审理该案。

## 政治

### 川普政府
ProPublica的一篇报道称，巴斯是私人投资者，是小汤米-希克斯的朋友，是小唐纳德-特朗普的猎友，并与特朗普政府有更进一步的联系。根据一个关于希克斯与特朗普政府之间不正当联系的调查报道，希克斯已经为巴斯争取到了在财政部有高层官员参加的跨部门会议上做听证，就中国问题发表看法。这次听证会召开的时候，巴斯持有大量空头头寸，指望着中国货币的下跌。

### 克里斯蒂娜·费尔南德斯·德基什内尔
BBC称巴斯与阿根廷总统克里斯蒂娜-费尔南德斯-德-基什内尔关系 "不错"。2014年2月，巴斯表示，阿根廷债券是一个有利可图的机会，并称阿根廷是一个最 "有趣 "的投资国家。几乎就他一个人做出这样评价。IB时报指出，该国 "自1816年从西班牙获得独立以来，曾七次欺骗债权人"，最近的一次是在1989年拖欠债务。
2014年7月阿根廷政府债务违约时，巴斯支持这一举动，并批评债券持有人。特别是埃利奥特管理公司和奥瑞利乌斯资本公司，在美国联邦法官托马斯-格里萨的支持下，他们一直坚持全额付款。巴斯呼应阿根廷总统克里斯蒂娜-费尔南德斯-德基什内尔，称这些债权人为 "秃鹫"，称他们 "阻碍了4200万人民的进步"，正在勒索阿根廷人。
2014年8月27日，巴斯指责埃利奥特的保罗-辛格 "以穷国为人质"，促使《纽约邮报》在第二天的社评中说, 巴斯 "听起来更像阿根廷左派经济部长阿克塞尔-基西洛夫，而不是美国对冲基金的经理"。

## 慈善事业
巴斯在一些慈善机构和组织的董事会任职或担任顾问职务。
他曾经是或目前还是下列组织或机构的董事会成员：弗吉尼亚大学达顿商学院理查德-A-梅奥资产管理中心咨询组、德克萨斯公共安全部基金会、国家安全商业高管、美国复兴计划、部队第一基金会和儿童资本基金，以及德克萨斯大学/德克萨斯农工大学投资管理公司。
2010年8月至2019年5月，巴斯担任德克萨斯大学/德克萨斯农工大学投资管理公司（UTIMCO）董事会成员，该公司是德克萨斯公立大学的捐赠基金。 2011年在巴斯的建议下，该捐赠基金继续增持黄金至10亿美元，还以金条的形式进行实物交割投资。在2012年2月的一次董事会上，巴斯以美国和欧盟政府赤字导致的通货膨胀风险为由，坚持要求捐赠基金继续持有黄金投资 。从2012年10月开始，黄金进入严重的低迷期，据《华尔街日报》报道，截至2013年5月，捐赠基金帐面损失达3亿美元。

## 言论争议
2020年2月8日，他曾与《环球时报》总编辑胡锡进争论。 他在推特上将SARS-CoV-2称为“中国病毒”，并称“让中国病毒横扫GT（Global Times，即《环球时报》）员工和共产党的其他人”。胡锡进则回应他有“反人类倾向”。后来巴斯删除了这条推文，但是他拒绝道歉，并称胡为“耻辱”。